# Легран, Диего
Диего Легран (исп. Diego Legrand; 20 сентября 1928, Монтевидео — 24 июля 2014, Монтевидео) — уругвайский композитор.
Получил первоначальное композиторское образование под руководством Нидии Перейра Лисасо, затем у Гвидо Санторсолы (от которого унаследовал, в частности, пристрастие к сочинениям для гитары) и его жены Сары Бурдильон, однако в наибольшей степени остался самоучкой. Ранние произведения Леграна были в 1956 году удостоены премии уругвайской Ассоциации музыкантов-студентов. В 1970 г. композитор в уже немолодом возрасте счёл необходимым пройти в Сантьяго-де-Компостела мастер-класс Кристобаля Альфтера.
В 1966 г. основал в Уругвае Кружок новой музыки (исп. Núcleo de Música Nueva), ставшим важным центром развития новейших музыкальных течений в стране. В дальнейшем возглавил Уругвайскую ассоциацию современной музыки, входящую в Международное общество современной музыки; в 1987 г. произведение Леграна было отобрано для участия во Всемирных днях музыки, в дальнейшем Легран сам входил в состав отборочного жюри.
Важнейшую часть творческого наследия Леграна составляют произведения для гитары — в том числе Концерт для гитары с оркестром (1994, посвящён Эдуардо Фернандесу и в дальнейшем им записан).